# Kpélé (Côte d'Ivoire)
Kpélé est une localité rurale au nord de la Côte d'Ivoire dans le District des Savanes, appartenant à la région du Poro. La localité de Kpélé est administrativement rattachée au département de Dikodougou. 